# Малта (Айдахо)
Малта (англ. Malta) — місто в окрузі Кассія, штат Айдахо, США. Згідно з переписом 2010 року населення становило 193 особи, що на 16 осіб більше, ніж 2000 року. Є частиною агломерації Берлі.

## Географія
Малта розташована за координатами 42°18′27″ пн. ш. 113°22′11″ зх. д. / 42.30750° пн. ш. 113.36972° зх. д. (42.307532, -113.369697).  За даними Бюро перепису населення США в 2010 році місто мало площу 3,64 км², з яких 3,64 км² — суходіл та 0,00 км² — водойми.

## Демографія

### Перепис 2010 року
За даними перепису 2010 року, у місті проживало 193 особи у 66 домогосподарствах у складі 46 родин. Густота населення становила 53,2 ос./км². Було 74 помешкання, середня густота яких становила 20,4/км². Расовий склад міста: 91,2 % білих та 8,8 % інших рас. Іспанці та латиноамериканці незалежно від раси становили 14,5 % населення.
Із 66 домогосподарств 37,9 % мали дітей віком до 18 років, які жили з батьками; 62,1 % були подружжями, які жили разом; 6,1 % мали господиню без чоловіка; 1,5 % мали господаря без дружини і 30,3 % не були родинами. 27,3 % домогосподарств складалися з однієї особи, у тому числі 15,1 % віком 65 і більше років. У середньому на домогосподарство припадало 2,92 мешканця, а середній розмір родини становив 3,70 особи.
Середній вік жителів міста становив 33,2 року. Із них 32,6 % були віком до 18 років; 9,9 % — від 18 до 24; 22,8 % від 25 до 44; 23,9 % від 45 до 64 і 10,9 % — 65 років або старші. Статевий склад населення: 49,7 % — чоловіки і 50,3 % — жінки.
Середній дохід на одне домашнє господарство  становив 53 963 долари США (медіана — 44 792), а середній дохід на одну сім'ю — 67 589 доларів (медіана — 54 375). За межею бідності перебувало 4,6 % осіб, у тому числі 0,0 % дітей у віці до 18 років та 2,6 % осіб у віці 65 років та старших.
Цивільне працевлаштоване населення становило 109 осіб. Основні галузі зайнятості: сільське господарство, лісництво, риболовля — 36,7 %, освіта, охорона здоров'я та соціальна допомога — 24,8 %, будівництво — 11,0 %, роздрібна торгівля — 10,1 %.

### Перепис 2000 року
За даними перепису 2000 року, у місті проживало 177 осіб у 62 домогосподарствах у складі 49 родин. Густота населення становила 48,1 ос./км². Було 75 помешкань, середня густота яких становила 20,4/км². Расовий склад міста: 98,31 % білих, 1,13 % індіанців і 0,56 % людей, які відносили себе до двох або більше рас.
Із 62 домогосподарств 38,7 % мали дітей віком до 18 років, які жили з батьками; 74,2 % були подружжями, які жили разом; 4,8 % мали господиню без чоловіка, і 19,4 % не були родинами. 19,4 % домогосподарств складалися з однієї особи, у тому числі 12,9 % віком 65 і більше років. У середньому на домогосподарство припадало 2,85 мешканця, а середній розмір родини становив 3,30 особи.
Віковий склад населення: 33,3 % віком до 18 років, 8,5 % від 18 до 24, 16,9 % від 25 до 44, 18,6 % від 45 до 64 і 22,6 % років і старші. Середній вік жителів — 36 року. Статевий склад населення: 47,5 % — чоловіки і 52,5 % — жінки.
Середній дохід домогосподарств у місті становив $32 292, родин — $38 542. Середній дохід чоловіків становив $26 875 проти $43 125 у жінок. Дохід на душу населення в місті був $14 852. Приблизно 9,3 % родин і 17,5 % населення перебували за межею бідності, включаючи 26,8 % віком до 18 років і 11,8 % від 65 і старших.